# Ryan Merkley
Ryan Merkley, född 14 augusti 2000, är en kanadensisk professionell ishockeyback som är kontrakterad till San Jose Sharks i National Hockey League (NHL) och spelar för San Jose Barracuda i American Hockey League (AHL). Han har tidigare spelat för Guelph Storm, Peterborough Petes och London Knights i Ontario Hockey League (OHL).
Merkley draftades av San Jose Sharks i första rundan i 2018 års draft som 21:a spelare totalt.

## Statistik
| 2013–2014  | Toronto Jr. Canadiens | GTHL       | 1   | 0  | 0   | 0   | 0   | —  | — | — | — | —  |
| 2014–2015  | Toronto Jr. Canadiens | GTHL       | 28  | 9  | 26  | 35  | 16  | 5  | 0 | 5 | 5 | 4  |
| 2015–2016  | Toronto Jr. Canadiens | GTHL       | 33  | 7  | 37  | 44  | 58  | 6  | 1 | 3 | 4 | 12 |
|            | Toronto Jr. Canadiens | OJHL       | 2   | 0  | 0   | 0   | 0   | —  | — | — | — | —  |
| 2016–2017  | Guelph Storm          | OHL        | 62  | 12 | 43  | 55  | 50  | —  | — | — | — | —  |
| 2017–2018  | Guelph Storm          | OHL        | 63  | 13 | 54  | 67  | 63  | 6  | 1 | 5 | 6 | 10 |
| 2018–2019  | Guelph Storm          | OHL        | 28  | 5  | 34  | 39  | 30  | —  | — | — | — | —  |
|            | Peterborough Petes    | OHL        | 35  | 9  | 23  | 32  | 36  | 5  | 0 | 1 | 1 | 8  |
|            | San Jose Barracuda    | AHL        | 2   | 0  | 0   | 0   | 0   | 4  | 0 | 0 | 0 | 0  |
| 2019–2020  | London Knights        | OHL        | 60  | 15 | 61  | 76  | 48  | —  | — | — | — | —  |
| 2020–2021  | San Jose Barracuda    | AHL        | 31  | 1  | 10  | 11  | 14  | 4  | 0 | 1 | 1 | 2  |
| 2020–2021  | San Jose Sharks       | NHL        | 1   | 0  | 0   | 0   | 0   | —  | — | — | — | —  |
|            | San Jose Barracuda    | AHL        | 4   | 0  | 4   | 4   | 2   | —  | — | — | — | —  |
| NHL totalt | NHL totalt            | NHL totalt | 1   | 0  | 0   | 0   | 0   | —  | — | — | — | —  |
| AHL totalt | AHL totalt            | AHL totalt | 37  | 1  | 14  | 15  | 16  | 8  | 0 | 1 | 1 | 2  |
| OHL totalt | OHL totalt            | OHL totalt | 248 | 54 | 215 | 269 | 227 | 11 | 1 | 6 | 7 | 18 |

### Internationellt
| Källa: Uppdaterad: 2021-10-31 | Källa: Uppdaterad: 2021-10-31 | Källa: Uppdaterad: 2021-10-31 |         | Utv = Utvisningsminuter | Utv = Utvisningsminuter | Utv = Utvisningsminuter | Utv = Utvisningsminuter | Utv = Utvisningsminuter |
| År                            | Lag                           | Mästerskap                    | Matcher | Mål                     | Assists                 | Poäng                   | Utv                     |                         |
| ----------------------------- | ----------------------------- | ----------------------------- | ------- | ----------------------- | ----------------------- | ----------------------- | ----------------------- | ----------------------- |
| 2015                          | Kanada                        | U18-VM                        | 5       | 0                       | 3                       | 3                       | 2                       |                         |
| 2016                          | Kanada                        | Ungdoms-OS, vinter            | 6       | 1                       | 4                       | 5                       | 2                       |                         |
| 2017                          | Kanada                        | Ivan Hlinka                   | 5       | 0                       | 6                       | 6                       | 10                      |                         |
| Junior totalt                 | Junior totalt                 | Junior totalt                 | 16      | 1                       | 13                      | 14                      | 14                      |                         |